# Batalha de Ourique
Acredita-se que a Batalha de Ourique se desenrolou nos campos de Ourique, no atual Baixo Alentejo entre as forças de D. Afonso Henriques e forças leais ao Império Almorávida. Outra tese aponta Vila Chã de Ourique, no Cartaxo, como o local da batalha. Esta ocorreu em 25 de Julho de 1139, dia de São Tiago, patrono da luta contra os mouros. Foi a vitória mais celebrada de D. Afonso Henriques.
A vitória cristã foi tão grande que D. Afonso Henriques foi aclamado pelas suas tropas Rei de Portugal, tendo a sua chancelaria começado a usar a intitulação Rex Portugallensis (Rei dos Portucalenses ou Rei dos Portugueses) a partir de 1140 — tornando-o rei de facto, sendo o título de jure reconhecido pelo rei de Leão Afonso VII em 1143 mediante o Tratado de Zamora e, posteriormente o reconhecimento formal pela Santa Sé em Maio de 1179, através da bula Manifestis probatum, do Papa Alexandre III.
Este acontecimento marcou de forma profunda a história de Portugal e está retratado no brasão de armas da nação portuguesa: cinco escudetes representando os cinco reis mouros vencidos na batalha.

## Contexto
Portugal encontrava-se envolvido na reconquista de território aos mouros praticamente desde a sua fundação em 868. Após a Batalha de São Mamede, travada contra as forças da própria mãe, Afonso Henriques assumiu o poder no condado portucalense.
Desde o grande cerco de Coimbra em 1117 que a fronteira sul do condado era frequentemente violada por forças muçulmanas à procura de saque. O espírito de guerra contra os mouros mantinha-se e, em 1135, Afonso Henriques passou à ofensiva com a fundação do Castelo de Leiria, o seu primeiro acto de hostilidade dirigido aos mouros. O alcaide de Leiria, Paio Guterres tinha por obrigação não só defender a estrada que dava acesso a Coimbra como levar a cabo razias contra o território de Santarém. Tão eficaz foi que, quando Afonso Henriques se deslocou à Galiza com as suas tropas a combater o rei Afonso VII de Leão, o castelo foi atacado e arrasado em 1137 pelas tropas do alcaide de Santarém, Auzecri, um dos mais valorosos comandantes muçulmanos do Andaluz.
Firmadas as Pazes de Tui e cessadas as hostilidades entre Portugal e Leão, em 1138 o rei Afonso VII de Leão lançou um profundo fossado em terras muçulmanas que logrou alcançar Jaén e durante quatro semanas os leoneses devastaram a região de Baeza, Úbeda e Andújar. Em Abril de 1139, Afonso VII lançou um novo ataque, desta vez contra o castelo de Oreja e, de forma a reunir um exército suficientemente poderoso para socorrer a praça forte sitiada, os governadores almorávidas de Córdova e de Sevilha desguarneceram os castelos do ocidente peninsular. O momento para levar a cabo um fossado contra os mouros afigurava-se propício.

## A Batalha

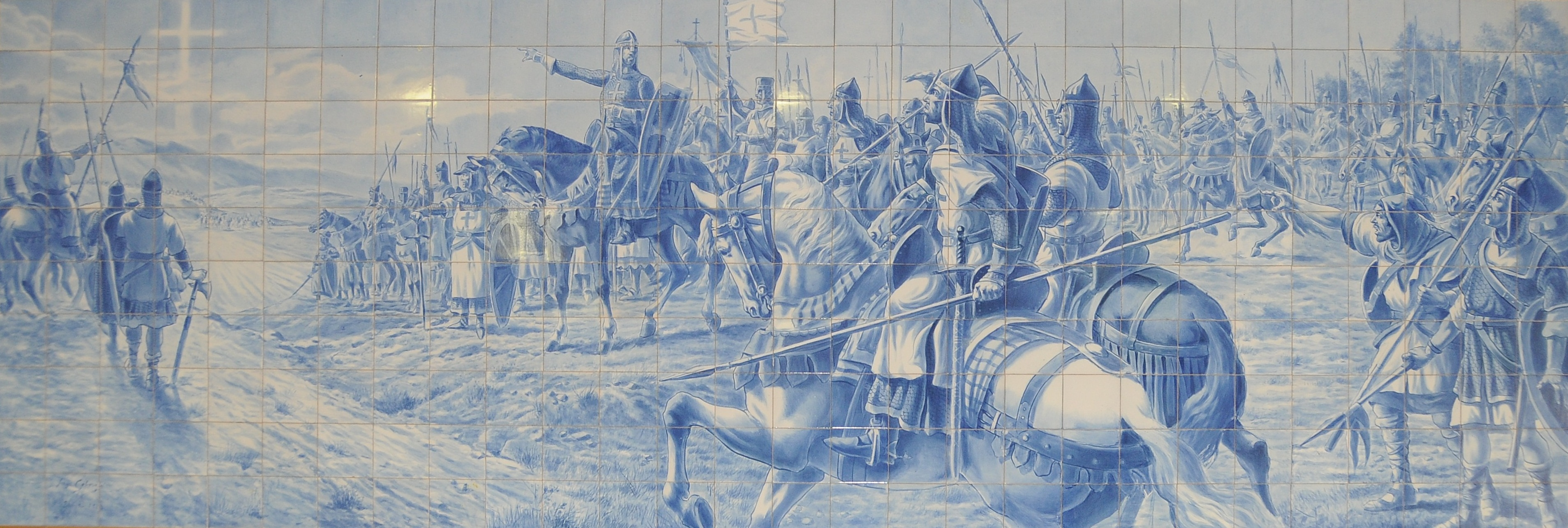
Batalha de Ourique de Jorge Colaço no Centro Cultural Rodrigues de Faria.

Reunida a hoste em Coimbra, os portugueses devem ter atravessado o rio Tejo nos vaus de Paio de Pele ou de Constância, a leste de Santarém, de forma a eludir a vigilância muçulmana.
Estando a maior parte dos efectivos almorávidas empenhados no socorro ao castelo de Oreja, pouca resistência terá sido oposta à passagem da hoste portuguesa. No entanto, os estragos causados no Gharb levaram o governador de Córdova Abu Muhammad Az-Zubayr Ibn Umar, ou Esmar, a chamar a si as tropas disponíveis em Badajoz, Évora, Elvas, Sevilha e Beja, entre outros castelos mais pequenos e partir no encalço dos portugueses, quando estes já se encontravam no caminho de regresso a Portugal, carregados de despojos.
Devido ao saque e cativos de guerra, a hoste portuguesa marchava lentamente. A meio do dia de 24 de Julho o exército muçulmano foi avistado por batedores portugueses e, não sendo possível escapar a um confronto, sob o tórrido sol de Verão Afonso Henriques dirigiu a sua hoste para um outeiro, no qual foi montado um acampamento de guerra. O recinto foi fortificado com fossos escavados em redor e passada ali a noite.

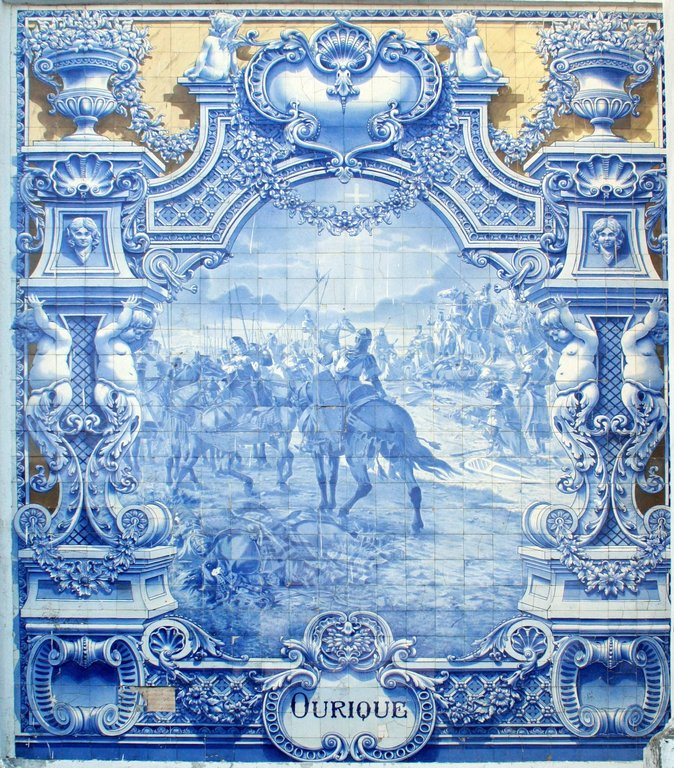
"Ourique", painel de azulejos de Jorge Colaço no Pavilhão Carlos Lopes em Lisboa.

Pouco antes da alvorada de 25 de Julho, dia de Santiago, D. Afonso Henriques mandou soar os instrumentos de guerra como aviso de que partiriam para a batalha em breve. Antes do combate, Afonso Henriques foi aclamado rei pelos seus guerreiros à antiga moda germânica, erguido de pé sobre o seu escudo.
A iniciativa do ataque partiu dos muçulmanos, que procuraram invadir o acampamento português. Os portugueses saíram a campo organizados em vanguarda, duas alas, rectaguarda e, no confronto que se seguiu, o primeiro dos azes em que se dividia a hoste muçulmana foi rasgado por uma carga da cavalaria pesada portuguesa. Afonso Henriques matou pessoalmente um guerreiro adversário com um golpe de lança. Os portugueses avançaram até ao segundo az muçulmano mas, já sem o ímpeto da investida, generalizou-se o combate corpo-a-corpo. Aqui, porém, valeram aos portugueses as suas armaduras, mais pesadas que as dos seus inimigos.
A batalha durou até meio do dia ou até à tarde. Incapazes de suster o avanço cristãos, os muçulmanos retiraram-se do campo de batalha, tendo até Esmar abandonado o combate com os seus homens. Muitos foram mortos na debandada.

## Rescaldo

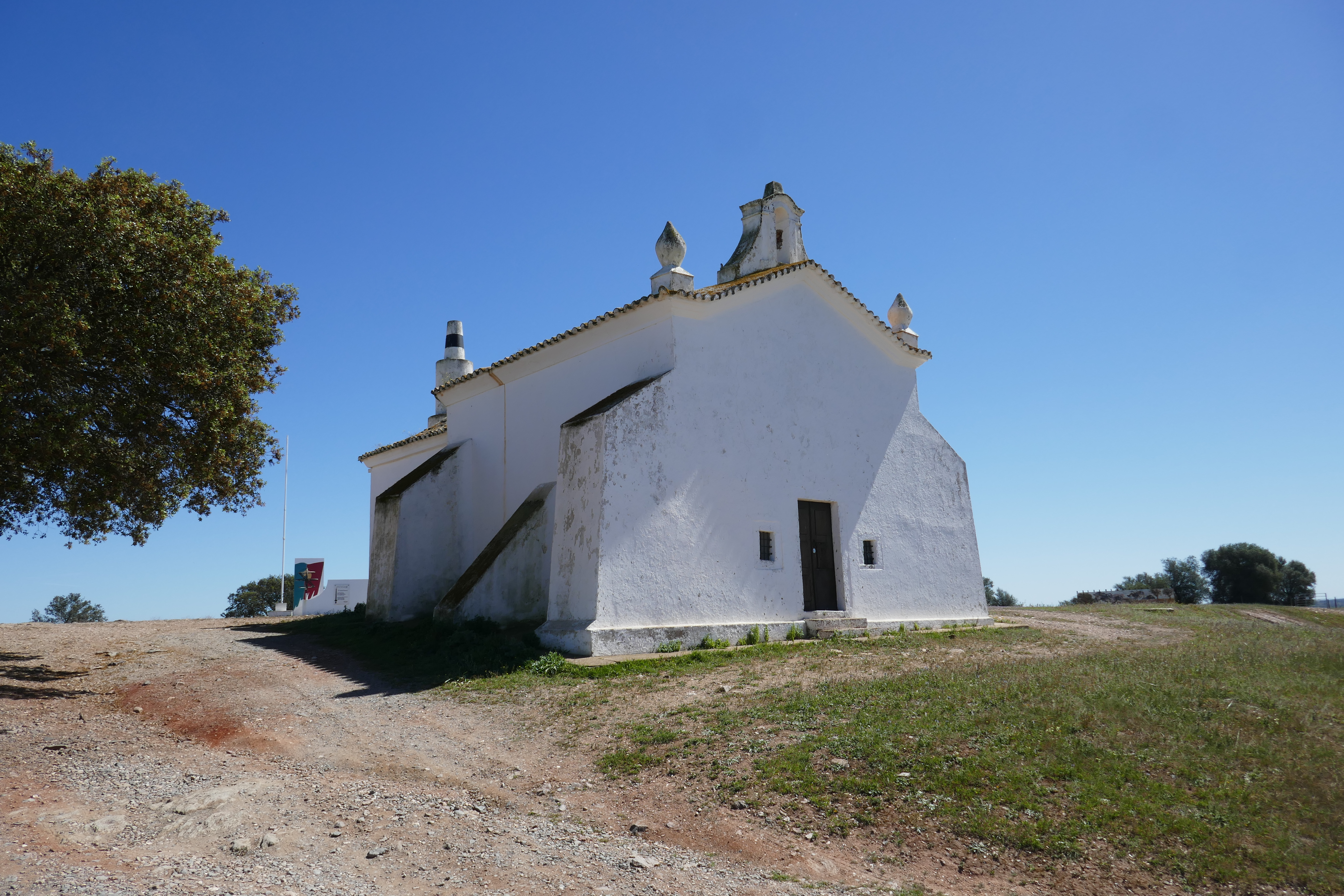
A Ermida de São Pedro das Cabeças, mais tarde erguida no local da Batalha de Ourique.

Muitos portugueses morreram na batalha. Entre eles contaram-se dois dos principais comandantes da hoste, um dos quais era Diogo Gonçalves de Cete ou de Urrô, filho de Gonçalo Oveques. Regressados ao acampamento, Afonso Henriques mandou degolar alguns dos prisioneiros feitos na batalha. Passados três dias no campo de batalha, forma normal de afirmar a vitória, a hoste portuguesa regressou a Coimbra. 
Após a Batalha de Ourique, Esmar reagrupou as suas tropas em Santarém em preparação para um ataque de desforra. No ano seguinte à batalha, quando Afonso Henriques se deslocara novamente à Galiza para combater o rei Afonso VII de Leão, Leiria foi uma vez mais destruída. Embrenharam-se então os muçulmanos em território português até Trancoso, que saquearam. Assinada a paz com o rei D. Afonso VII de Leão após a Batalha de Arcos de Valdevez, D. Afonso Henriques partiu para sul, atravessou o Douro perto de Lamego e novamente desbaratou Esmar em dois recontros na Batalha de Trancoso. De regresso desta jornada, fundou o Mosteiro de Tarouca.

## A lenda de Ourique

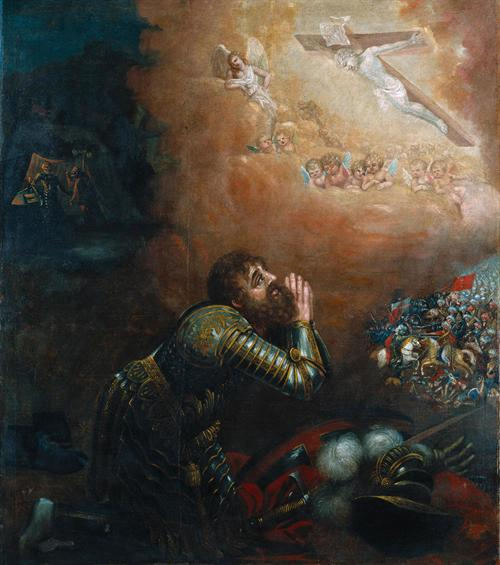
A visão de D. Afonso Henriques.

A primeira referência conhecida a um suposto milagre ligado a esta batalha é do século XV, muito depois da batalha. Ourique serve, a partir daí, de argumento político para justificar a independência do Reino de Portugal: a intervenção pessoal de Deus era a prova da existência de um Portugal independente por vontade divina e, portanto, eterna. A tradição narra que, naquele dia, consagrado a S. Tiago, o soberano português teve uma visão de Jesus Cristo rodeado de anjos na figura do Anjo Custódio de Portugal, garantindo-lhe a vitória em combate. Este ponto da narrativa é similar à narrativa cristã tradicional da Batalha da Ponte Mílvio, opondo Magêncio a Constantino, segundo a qual Deus teria aparecido a este último dizendo IN HOC SIGNO VINCES (em latim, «Mediante este sinal vencerás!»).

## História posterior

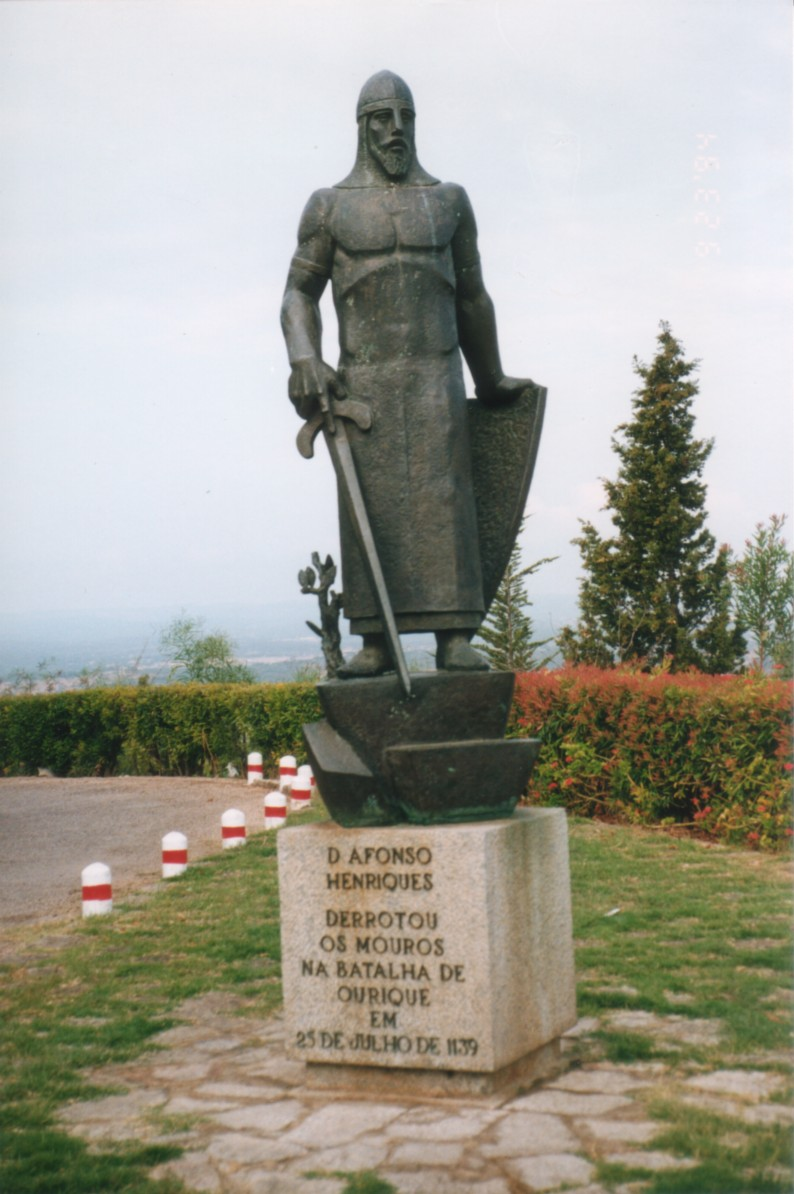
Estátua de D. Afonso Henriques no Alentejo, comemorativa da vitória na batalha de Ourique.

Nos séculos XIX e XX o local da peleja foi discutido por vários autores devido à distância a que foi travada das fronteiras portuguesas, porém, na Reconquista eram frequentes os profundos fossados em território muçulmano como o que resultou na Batalha de Ourique. Em 1144, o rei Afonso VII Leão realizou um ataque que devastou o vale do Guadalquivir e alcançou a região de Granada. Em 1178, o príncipe-herdeiro D. Sancho levaria a cabo um profundo fossado que lograria alcançar Sevilha.
No outeiro de São Pedro das Cabeças foram encontrados vários esqueletos sem caveira, dos prisioneiros que Afonso Henriques mandara executar no rescaldo da batalha.